# Ботаническая улица (Тбилиси)
Ботаническая улица (груз. ბოტანიკურის ქუჩა) — улица в старой части города Тбилиси, район Абанотубани, от крепости Нарикала до улицы Абано (Банной). С давних времён один из главных туристических маршрутов Старого Тбилиси.

## История
Названа не позже 1841 года, название связано с Тбилисским ботаническим садом, находящимся у конца улицы под крепостью Нарикала.
Относится к старейшим улицам города. В районе улицы находились Гянджинские ворота городской крепостной стены.
В XIX веке построена суннитская мечеть.
С 2007 года проводится масштабная реконструкция улицы и её застройки
С 2016 года улица закрыта для проезда автотранспорта и является полностью пешеходной

## Достопримечательности
д. 22 — Мечеть

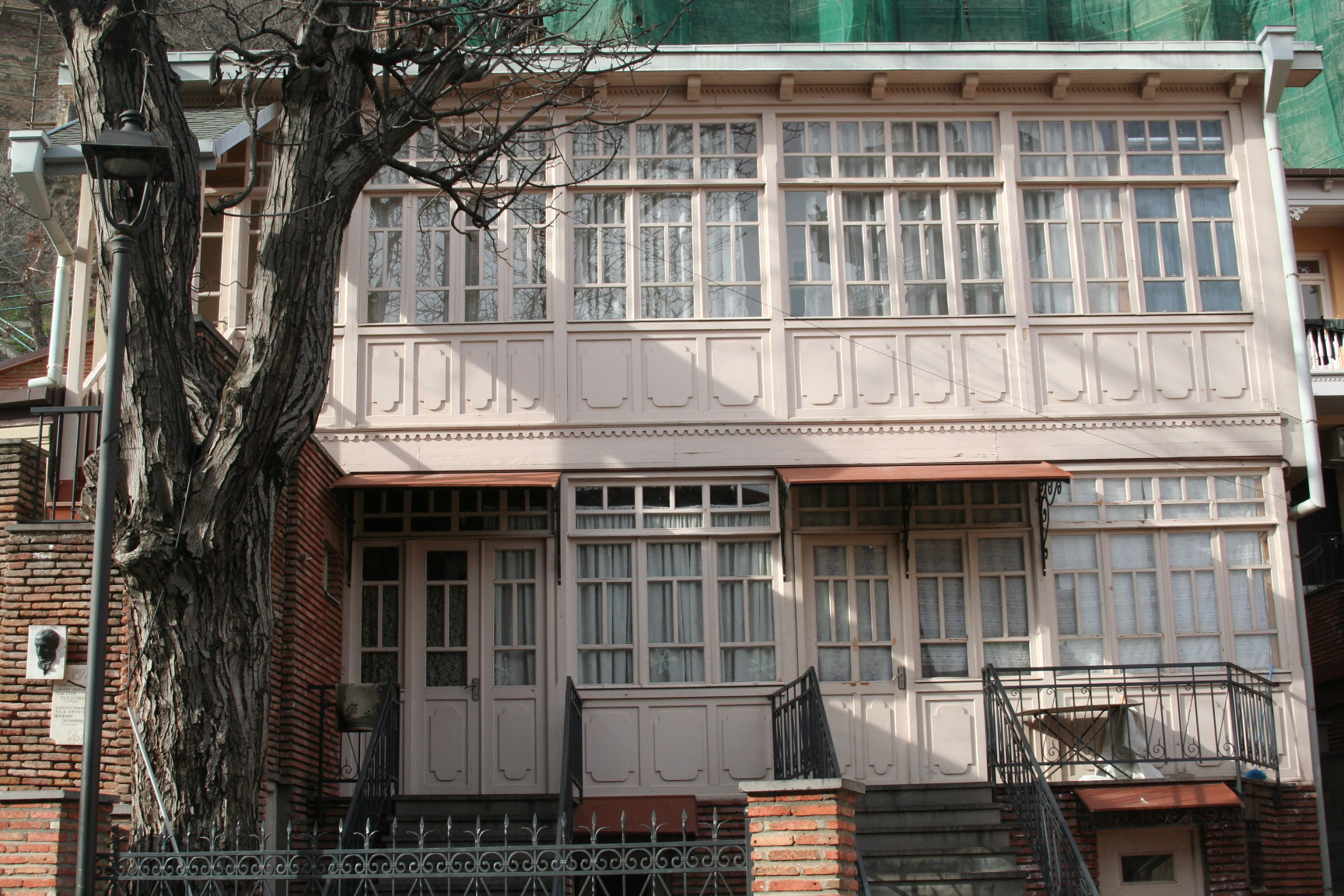
Дом и мемориальная доска Ибрагима Исфаханлы

д. 21 — Мемориальная доска классику азербайджанского театра Ибрагиму Исфаханлы (1897—1967), похороненному на старом мусульманском кладбище Тбилиси (ныне — территория Тбилисского ботанического сада).